# Lijst van Poolse kentekens

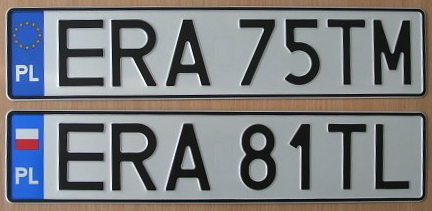
Poolse kentekens, de bovenste met EU-logo, de onderste met de Poolse vlag

In de lijst van Poolse kentekens wordt een overzicht gegeven van de kentekens in Polen. 
Bij Poolse kentekens staat de eerste letter voor het Woiwodschap (hier E voor het woiwodschap Łódź), de volgende een of twee letters staan voor de stad of de powiat (hier RA voor Radomsko). Sinds 2 mei 2006 worden de uitgegeven kentekenplaten voorzien van het EU-logo.
| Leger         | U  |
| Leger (MSWiA) | HB |
| UOP           | HK |
| Politie       | HP |
| Grensbewaking | HW |

## Lijst

### Neder-Silezië
- DB - Wałbrzych (stad)
- DBA - Wałbrzych (district)
- DBL - Bolesławiec
- DDZ - Dzierżoniów
- DGL - Głogów
- DGR - Góra
- DJ - Jelenia Góra (stad)
- DJA - Jawor
- DJE - Jelenia Góra (powiat)
- DKA - Kamienna Góra
- DKL - Kłodzko
- DL - Legnica (stad)
- DLB - Lubań
- DLE - Legnica (powiat)
- DLU - Lubin
- DLW - Lwówek Śląski
- DMI - Milicz
- DOA - Oława
- DOL - Oleśnica
- DPL - Polkowice
- DSR - Środa Śląska
- DST - Strzelin
- DSW - Świdnica
- DTR - Trzebnica
- DW - Wrocław (stad)
- DWL - Wołów
- DWR - Wrocław (powiat)
- DZA - Ząbkowice Śląskie
- DZG - Zgorzelec
- DZL - Złotoryja

### West-Pommeren
- ZBI - Białogard
- ZCH - Choszczno
- ZDR - Drawsko Pomorskie
- ZGL - Goleniów
- ZGR - Gryfino
- ZGY - Gryfice
- ZK - Koszalin (stad)
- ZKA - Kamień Pomorski
- ZKL - Kołobrzeg
- ZKO - Koszalin (powiat)
- ZLO - Łobez
- ZMY - Myślibórz
- ZPL - Police
- ZPY - Pyrzyce
- ZS - Szczecin
- ZSD - Świdwin
- ZSL - Sławno
- ZST - Stargard Szczeciński
- ZSW - Świnoujście
- ZSZ - Szczecinek
- ZWA - Wałcz

### Koejavië-Pommeren
- CAL - Aleksandrów Kujawski
- CB - Bydgoszcz (stad)
- CBR - Brodnica
- CBY - Bydgoszcz (powiat)
- CCH - Chełmno nad Wisłą
- CG - Grudziądz (stad)
- CGD - Golub-Dobrzyń
- CGR - Grudziądz (powiat)
- CIN - Inowrocław
- CLI - Lipno
- CMG - Mogilno
- CNA - Nakło nad Notecią
- CRA - Radziejów
- CRY - Rypin
- CSE - Sępólno Krajeńskie
- CSW - Świecie
- CT - Toruń (stad)
- CTR - Toruń (powiat)
- CTU - Tuchola
- CW - Włocławek (stad)
- CWA - Wąbrzeźno
- CWL - Włocławek (powiat)
- CZN - Żnin

### Łódź
- EBE - Bełchatów
- EBR - Brzeziny
- EKU - Kutno
- EL - Łódź
- ELA - Łask
- ELC - Łowicz
- ELE - Łęczyca
- ELW - Łódź Wschód (powiat Łódź Oost)
- EOP - Opoczno
- EP - Piotrków Trybunalski (stad)
- EPA - powiat Pabianicki
- EPD - Poddębice
- EPI - Piotrków Trybunalski (powiat)
- EPJ - Pajęczno
- ERA - Radomsko
- ERW - Rawa Mazowiecka
- ES - Skierniewice (stad)
- ESI - Sieradz
- ESK - Skierniewice (powiat)
- ETM - Tomaszów Mazowiecki
- EWE - Wieruszów
- EWI - Wieluń
- EZD - Zduńska Wola
- EZG - Zgierz

### Lublin
- LB - Biała Podlaska (stad)
- LBI - Biała Podlaska (powiat)
- LBL - Biłgoraj
- LC - Chełm (stad)
- LCH - Chełm (powiat)
- LHR - Hrubieszów
- LJA - Janów Lubelski
- LKR - Kraśnik
- LKS - Krasnystaw
- LLB - Lubartów
- LLE - Łęczna
- LLU - Łuków
- LOP - Opole Lubelskie
- LPA - Parczew
- LPU - Puławy
- LRA - Radzyń Podlaski
- LRY - Ryki
- LSW - Świdnik
- LTM - Tomaszów Lubelski
- LU - Lublin (stad)
- LUB - Lublin (powiat)
- LWL - Włodawa
- LZ - Zamość (stad)
- LZA - Zamość (powiat)

### Lubusz
- FG - Gorzów Wielkopolski (stad)
- FGW - Gorzów Wielkopolski (powiat)
- FKR - Krosno Odrzańskie
- FMI - Międzyrzecz
- FNW - Nowa Sól
- FSD - Strzelecko-Drezdenecki (Strzelce Krajeńskie)
- FSL - Słubice
- FSU - Sulęcin
- FSW - Świebodzin
- FWS - Wschowa
- FZ - Zielona Góra (stad)
- FZA - Żary
- FZG - Żagań
- FZI - Zielona Góra (powiat)

### Klein-Polen
- KBC - Bochnia
- KBR - Brzesko
- KCH - Chrzanów
- KDA - Dąbrowa Tarnowska
- KGR - Gorlice
- KLI - Limanowa
- KMI - Miechów
- KMY - Myślenice
- KN - Nowy Sącz (stad)
- KNS - Nowy Sącz (powiat)
- KNT - Nowy Targ
- KOL - Olkusz
- KOS - Oświęcim
- KPR - Proszowice
- KR - Kraków (stad)
- KRA - Kraków (powiat)
- KSU - Sucha Beskidzka
- KT - Tarnów (stad)
- KTA - Tarnów (powiat)
- KTT - Tatrzański (Zakopane)
- KWA - Wadowice
- KWI - Wieliczka

### Mazovië
- WA - Warsz.-Białołęka
- WB - Warsz.-Bemowo
- WBR - Białobrzegi
- WCI - Ciechanów
- WD - Warszawa-Bielany
- WE - Warsz.-Mokotów
- WF - Warszawa-Praga Południe
- WG - Garwolin
- WGM - Grodzisk Mazowiecki
- WGR - Grójec
- WGS - Gostynin
- WH - Warszawa-Praga Północ
- WI - Warsz.-Śródmieście (W. centrum)
- WJ - Warsz.-Targówek
- WK - Warszawa-Ursus
- WKZ - Kozienice
- WL - Legionowo
- WLI - Lipsko
- WLS - Łosice
- WM - Mińsk Mazowiecki
- WMA - Maków Mazowiecki
- WML - Mława
- WN - Warsz.-Ursynów
- WND - Nowy Dwór Mazowiecki
- WO - Ostrołęka (stad)
- WOR - Ostrów Mazowiecka
- WOS - Ostrołęka (powiat)
- WOT - Otwock
- WP - Płock (stad)
- WPI - Piaseczno
- WPL - Płock (powiat)
- WPN - Płońsk
- WPR - Pruszków
- WPU - Pułtusk
- WPY - Przysucha
- WPZ - Przasnysz
- WR - Radom (stad)
- WRA - Radom (powiat)
- WS - Siedlce (stad)
- WSC - Sochaczew
- WSE - Sierpc
- WSI - Siedlce (powiat)
- WSK - Sokołów Podlaski
- WSZ - Szydłowiec
- WT - Warszawa-Wawer
- WU - Warszawa-Ochota
- WV - Wołomin (stad)
- WW-A - War.-Rembertów
- WW-F - Warsz.-Wilanów
- WW-G - Warsz.-Wilanów
- WW-H - Warsz.-Wilanów
- WW-J - Warsz.-Wilanów
- WW-K - Warsz.-Włochy
- WW-M - Warsz.-Włochy
- WW-N - Warsz.-Włochy
- WW-V - Warsz.-Włochy
- WW-W - War.-Wilanów
- WW-Y - Warsz.-Wesoła
- WWE - Węgrów
- WWL - Wołomin (powiat)
- WWY - Wyszków
- WX - Warszawa-Żoliborz
- WY - Warszawa-Wola
- WZ - Warszawa Zachód (W. West)
- WZU - Żuromin
- WZW - Zwoleń
- WZY - Żyrardów

### Opole
- OB - Brzeg
- OGL - Głubczyce
- OK - Kędzierzyn-Koźle
- OKL - Kluczbork
- OKR - Krapkowice
- ONA - Namysłów
- ONY - Nysa
- OOL - Olesno
- OP - Opole (stad)
- OPO - Opole (powiat)
- OPR - Prudnik
- OST - Strzelce Opolskie

### Subkarpaten
- RBI - Bieszczadzki (Ustrzyki Dolne)
- RBR - Brzozów
- RDE - Dębica
- RJA - Jarosław
- RJS - Jasło
- RK - Krosno (stad)
- RKL - Kolbuszowa
- RKR - Krosno (powiat)
- RLA - Łańcut
- RLE - Leżajsk
- RLU - Lubaczów
- RMI - Mielec
- RNI - Nisko
- RP - Przemyśl (stad)
- RPR - Przemyśl (powiat)
- RPZ - Przeworsk
- RRS - Ropczycko-Sędziszowski (Ropczyce)
- RSA - Sanok
- RSR - Strzyżów
- RST - Stalowa Wola
- RT - Tarnobrzeg (stad)
- RTA - Tarnobrzeg (powiat)
- RZ - Rzeszów (stad)
- RZE - Rzeszów (powiat)

### Podlachië
- BAU - Augustów
- BBI - Bielsk Podlaski
- BGR - Grajewo
- BHA - Hajnówka
- BI - Białystok (stad)
- BIA - Białystok (powiat)
- BKL - Kolno
- BL - Łomża (stad)
- BLM - Łomża (powiat)
- BMN - Mońki
- BS - Suwałki (stad)
- BSE - Sejny
- BSI - Siemiatycze
- BSK - Sokółka
- BSU - Suwałki (powiat)
- BWM - Wysokie Mazowieckie
- BZA - Zambrów

### Pommeren
- GA - Gdynia
- GBY - Bytów
- GCH - Chojnice
- GCZ - Człuchów
- GD - Gdańsk (stad)
- GDA - Gdańsk (powiat) (Pruszcz Gdański)
- GKA - Kartuzy
- GKS - Kościerzyna
- GKW - Kwidzyn
- GLE - Lębork
- GMB - Malbork
- GND - Nowy Dwór Gdański
- GPU - Puck
- GS - Słupsk (stad)
- GSL - Słupsk (powiat)
- GSP - Sopot
- GST - Starogard Gdański
- GTC - Tczew
- GWE - Wejherowo

### Silezië
- SB - Bielsko-Biała (stad)
- SBE - Będzin
- SBI - Bielsko-Biała (powiat)
- SBL - Bieruńsko-Lędziński (Bieruń)
- SC - Częstochowa (stad)
- SCI - Cieszyn
- SCZ - Częstochowa (powiat)
- SD - Dąbrowa Górnicza
- SG - Gliwice (stad)
- SGL - Gliwice (powiat)
- SH - Chorzów
- SI - Siemianowice Śląskie
- SJ - Jaworzno
- SJZ - Jastrzębie-Zdrój
- SK - Katowice
- SKL - Kłobuck
- SL - Ruda Śląska
- SLU - Lubliniec
- SM - Mysłowice
- SMI - Mikołów
- SMY - Myszków
- SO - Sosnowiec
- SPI - Piekary Śląskie
- SPS - Pszczyna
- SR - Rybnik (stad)
- SRB - Rybnik (powiat)
- SRC - Racibórz
- SRS - vroeger Ruda Śląska => SL
- ST - Tychy (stad)
- STA - Tarnowskie Góry
- STY - vroeger Tychy (powiat) => SBL
- SW - Świętochłowice
- SWD - Wodzisław Śląski
- SY - Bytom
- SZ - Zabrze
- SZA - Zawiercie
- SZO - Żory
- SZY - Żywiec

### Święty Krzyż
- TBU - Busko-Zdrój
- TJE - Jędrzejów
- TK - Kielce (stad)
- TKA - Kazimierza Wielka
- TKI - Kielce (powiat)
- TKN - Końskie
- TLW - Włoszczowa
- TOP - Opatów
- TOS - Ostrowiec Świętokrzyski
- TPI - Pińczów
- TSA - Sandomierz
- TSK - Skarżysko-Kamienna
- TST - Starachowice
- TSZ - Staszów

### Ermland-Mazurië
- NBA - Bartoszyce
- NBR - Braniewo
- NDZ - Działdowo
- NE - Elbląg (stad)
- NEB - Elbląg (powiat)
- NEL - Ełk
- NGI - Giżycko
- NGO - Gołdap
- NIL - Iława
- NKE - Kętrzyn
- NLI - Lidzbark Warmiński
- NMR - Mrągowo
- NNI - Nidzica
- NNM - Nowe Miasto Lubawskie
- NO - Olsztyn (stad)
- NOE - Olecko
- NOG - vroeger Olecko-Gołdapski (Olecko) => NGO en NOE
- NOL - Olsztyn (powiat)
- NOS - Ostróda
- NPI - Pisz
- NSZ - Szczytno

### Groot-Polen
- PCH - Chodzież
- PCT - Czarnkowsko-Trzcianecki (Czarnków)
- PGN - Gniezno
- PGO - Grodzisk Wielkopolski
- PGS - Gostyń
- PJA - Jarocin
- PK - Kalisz (stad)
- PKA - Kalisz (powiat)
- PKE - Kępno
- PKL - Koło
- PKN - Konin (powiat)
- PKO - vroeger Konin (stad) => PN
- PKR - Krotoszyn
- PKS - Kościan
- PL - Leszno (stad)
- PLE - Leszno (powiat)
- PMI - Międzychód
- PN - Konin (stad)
- PNT - Nowy Tomyśl
- PO - Poznań (stad)
- POB - Oborniki
- POS - Ostrów Wielkopolski
- POT - Ostrzeszów
- POZ - vroeger Poznań (powiat) => PZ
- PP - Piła
- PPL - Pleszew
- PRA - Rawicz
- PSE - Śrem
- PSL - Słupca
- PSR - Środa Wielkopolska
- PSZ - Szamotuły
- PTU - Turek
- PWA - Wągrowiec
- PWL - Wolsztyn
- PWR - Września
- PZ - Poznań (powiat)
- PZL - Złotów

## Politie-kentekens
Laatste letter komt overeen met onderstaande kaart met Woiwodschap-letters.
| HPA | Hoofdcommando                                                                                       |
| HPB | Neder-Silezië                                                                                       |
| HPC | Koejavië-Pommeren                                                                                   |
| HPD | Lublin                                                                                              |
| HPE | Lubusz                                                                                              |
| HPF | Łódź                                                                                                |
| HPG | Klein-Polen                                                                                         |
| HPH | Mazovië                                                                                             |
| HPJ | Opole                                                                                               |
| HPK | Subkarpaten                                                                                         |
| HPL | Politiehogeschool Szczytno, Politiescholen Piła, Słupsk en Katowice, Politieschoolcentrum Legionowo |
| HPM | Podlachië                                                                                           |
| HPN | Pommeren                                                                                            |
| HPP | Silezië                                                                                             |
| HPS | Święty Krzyż                                                                                        |
| HPT | Ermland-Mazurië                                                                                     |
| HPU | Groot-Polen                                                                                         |
| HPW | West-Pommeren                                                                                       |
| HPZ | Metropolitain politiecommando                                                                       |

## Kaarten

Woiwodschap-letters
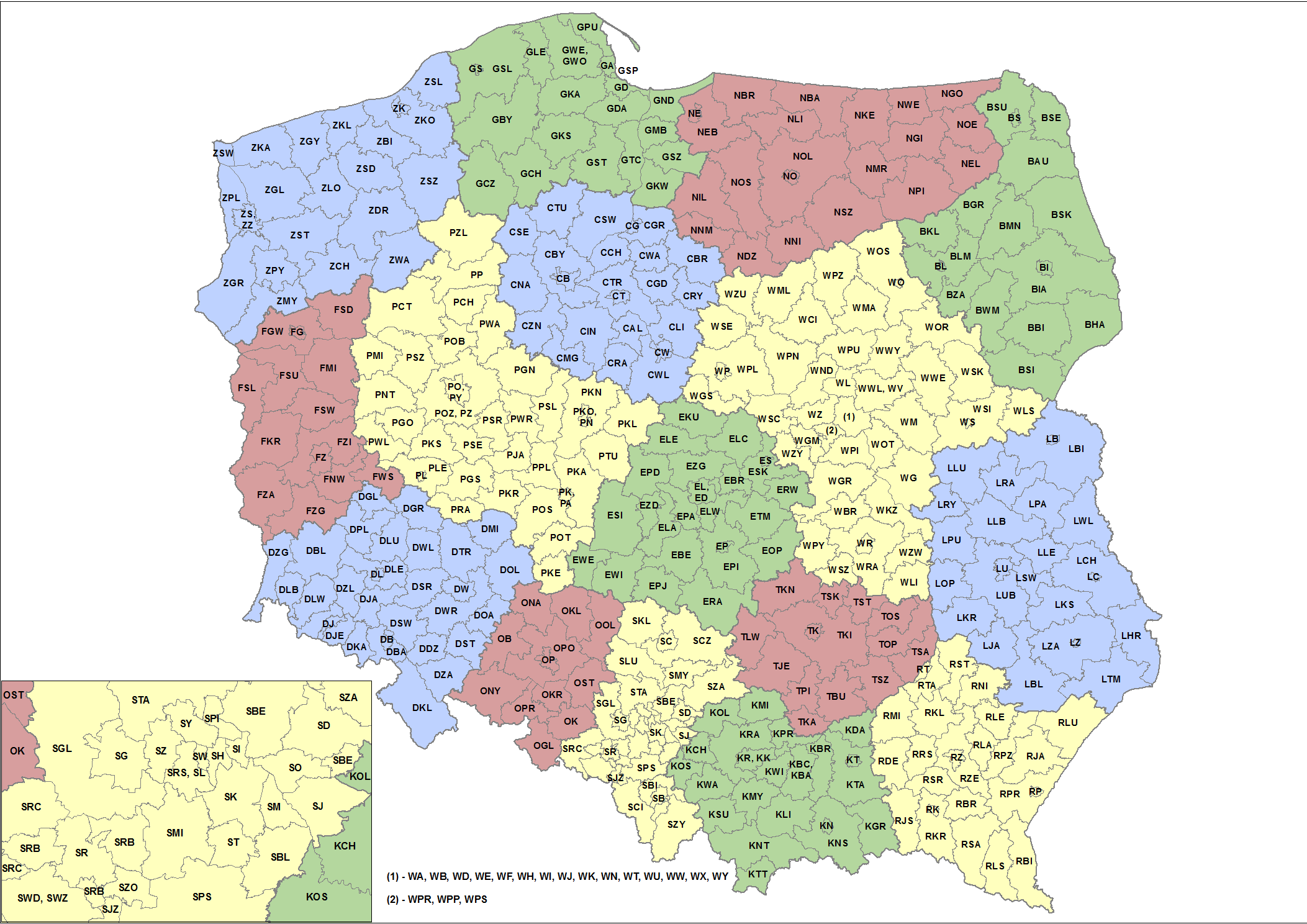
Poolse kentekens naar district